# کینگ سیتی (میزوری)
کینگ سیتی (به انگلیسی: King City) یک شهر در ایالات متحده آمریکا است که در شهرستان جنتری، میزوری واقع شده‌است. کینگ سیتی ۳٫۵۷ کیلومتر مربع مساحت و ۱٬۰۱۳ نفر جمعیت دارد و ۳۳۷ متر بالاتر از سطح دریا قرار دارد.